# Blacken the Angel
Blacken the Angel è il primo album in studio del gruppo symphonic black metal tedesco Agathodaimon, pubblicato nel 1998.
Nel disco sono presenti brani in tre lingue: inglese, romeno e tedesco.

## Tracce
1. Tristețea vehementă – 8:11
2. Banner of Blasphemy – 5:48
3. Near Dark – 15:37
4. Ill of an Imaginary Guilt – 4:19
5. Die Nacht des Unwesens – 3:40
6. Contemplation Song – 2:26
7. Sfințit cu roua suferinții – 4:45
8. Stingher/Alone – 4:26
9. After Dark – 4:26
10. Ribbons/Requiem – 7:21